# Xavier Thames
Xavier Raynard Thames (nacido en Sacramento, California, el 9 de enero de 1991) es un jugador de baloncesto estadounidense que pertenece a la plantilla del BC Jonava de la LKL lituana. También jugó baloncesto universitario para la Universidad Estatal de Washington y para la Universidad Estatal de San Diego.

## Trayectoria deportiva

### Instituto
Thames asistió al instituto "Pleasant Grove High School" en Elk Grove, California. En su segunda temporada como "sophomore", promedió 20 puntos, cuatro asistencias, cinco rebotes y cuatro robos de balón por partido, mientras ganó los honores de mejor quinteto de la Delta River League. En su tercera temporada como "junior", promedió 26 puntos, seis asistencias, cinco rebotes y tres robos de balón por partido, mientras lideraba a su instituto a un récord de 16-14 y siendo honrado en el mejor quinteto de la liga y segundo quinteto de la selección all-city.
El 12 de noviembre de 2008, firmó la carta nacional de intención para jugar baloncesto universitario con la Universidad Estatal de Washington.
En su última temporada como "senior", promedió 21 puntos, seis asistencias, seis rebotes y tres robos por partido, mientras lideraba a su instituto a un récord de 25-6, y fue honrado nuevamente en el mejor quinteto de la liga y segundo quinteto de la selección all-city.

### Universidad
En su primera temporada como "freshman" con Washington State, Thames logró cuatro partidos con anotación de dobles dígitos, el primero de los cuatro lo registró el 2 de diciembre de 2009 contra Gonzaga, cuando anotó 11 puntos. Antes del partido contra Gonzaga, ayudó a los Cougars a lograr el título de la Great Alaska Shootout de 2009. En 31 partidos (cuatro como titular), promedió 4,6 puntos, 1,5 rebotes y 1,2 asistencias en 17,6 minutos por partidos.
En mayo de 2010, Thames se transfirió a San Diego State y, posteriormente, no jugó la temporada 2010-11 debido a las reglas de transferencia de la NCAA.
En su segunda temporada como "sophomore", obtuvo una mención honorable en los elogios de la Mountain West Conference. Ayudó al equipo a lograr un récord de 26-8 (10-4 en la Mountain West Conference). En 31 partidos, promedió 10,1 puntos, 3,2 rebotes, 4,1 asistencias y 1,0 robos en 33,8 minutos por partido.
En su tercera temporada como "junior", Thames alcanzó dobles dígitos 15 veces y lideró el equipo en anotación tres veces y en asistencias siete veces. En 30 partidos (25 como titular), promedió 9,5 puntos, 2,7 rebotes, 2,4 asistencias y 1,0 robos en 28,7 minutos por partido.
En su cuarta y última temporada como "senior", fue nombrado Jugador del Año de la Mountain West Conference de 2014. También fue nombrado en el mejor quinteto de la Mountain West Conference y en el mejor quinteto defensivo de la Mountain West Conference, tras liderar al equipo a un récord de 31-5 (16-2 en la Mountain West Conference). En 36 partidos, promedió 17,6 puntos, 2,9 rebotes, 3,2 asistencias y 1,6 robos en 31,3 minutos por partido, alcanzó cifras dobles en 31 partidos y 20 o más puntos en 12 partidos.

### Profesional
El 26 de junio de 2014, Thames fue seleccionado en la segunda ronda, puesto número 59 del Draft de la NBA de 2014 por los Toronto Raptors, más tarde fue traspasado a los Brooklyn Nets en la noche del draft.